# Condado de Columbia (Pensilvânia)
O Condado de Columbia é um dos 67 condados do Estado americano da Pensilvânia. A sede do condado é Bloomsburg, e sua maior cidade é Bloomsburg. O condado possui uma área de 1 269 km²(dos quais 11 km² estão cobertos por água), uma população de 64 151 habitantes, e uma densidade populacional de 51 hab/km² (segundo o censo nacional de 2000). O condado foi fundado em 22 de março de 1813.